# Крапань
Крапань (хорв. Krapanj) — самый низкий и самый малонаселенный остров Адриатического моря.

## География
Площадь Крапани составляет 0,356141 км². Его наибольшая высота не превышает 1,5 м, длина береговой линии 3620 м, а от материка он находится всего в 300 м.

## История
Крапань принадлежал Шибенской Капитуле, а в 1436 был продан Томи Юричу. В том же году владелец острова начал строить часовню. В 1446 вместе с церковью был построен монастырь, который в 1626 обновили и был построен фонтан в стиле позднего ренессанса. В трапезной монастыря находится картина Последний ужин художника Франческо да Сантакроче (Francesco Girolamo da Santacroce) (1516—1584).
Уже в 1500 в Крапани было около 200 домов. Поселившись на острове без источника питьевой воды, пастбищ и пахотных земель, жители быстро начали кормиться за счет моря.
В 1811 на острове была открыта начальная школа, работавшая в монастыре. В 1893 остров первым начал предоставлять оборудование для дайвинга. В том же году были открыты кооперативы по добыче губки. Со второй половины 20-го века на острове были сделаны значительные работы по созданию инфраструктуры, которая облегчила жизнь местных жителей. В 1964 остров был обеспечен проточной водой, а с 1967 до 1972 было сделано мощение Крапани.

## Население
Согласно переписи 1991 года, на Крапани было 2513 жителей. По переписи 2001 года, большинство населенных пунктов Крапани (часть из которых расположены на материке) были выделены отдельно в новообразованный город Бродарица (Brodarica), а на островной части записаны только 228 жителей.